# Guillermo Repin
Guillermo Repin (Thouarcé, 26 de agosto de 1709-Angers, 2 de enero de 1794) fue un sacerdote francés, considerado como mártir de la Revolución Francesa y beatificado por la Iglesia Católica. Es venerado el 2 de enero.

## Biografía
Guillaume nació el 26 de agosto de 1709, en Thouarcé. Ingresó, con diecinueve años, en el seminario de Angers, donde fue ordenado sacerdote. Fue el más antiguo de los 99 mártires de Angers. Durante la Revolución Francesa, rechazando convertirse en sacerdote jurado, fue a refugiarse en Angers.  

### Martirio
A los 83 años, fue arrestado el 17 de junio de 1792 y encarcelado en el seminario convertido en prisión. Liberado por los vendeanos, el 17 de junio de 1793, fue capturado en Mauges el 24 de diciembre de 1793 y llevado a prisión en Chalonnes-sur-Loire. Aplazado ante el comité revolucionario de Angers, fue condenado a la guillotina y ejecutado el 2 de enero de 1794. 

### Beatificación
Su causa y la de otros mártires fue presentada por el obispo de Angers, Joseph Rumeau, en 1905, y condujo a su beatificación, el 19 de febrero de 1984, por Juan Pablo II. Su memoria litúrgica se celebra el 2 de enero.
- Datos: Q533956
- Multimedia: Guillaume Repin / Q533956